# Джерамана (нохія)
Джерамана (араб. ناحية جرمانا) — нохія у Сирії, що входить до складу району Провінція Дамаск-Центр провінції Дамаск. Адміністративний центр — м. Джерамана.